# セベロチョア (小惑星)
セベロチョア (117435 Severochoa) は小惑星帯に位置する小惑星である。スペインのアマチュア天文学者ホアン・ラクルス (Juan Lacruz) がラ・カニャダ天文台 (La Cañada Astronomical Observatory) で発見した。
スペイン出身のアメリカ合衆国の生化学者で、1959年度のノーベル生理学・医学賞の受賞者、セベロ・オチョア (Severo Ochoa de Albornoz) から命名された。